# Amyellidae
Famille
Les Amyellidae sont une famille de vers plats marins de la super-famille des Boninioidea (sous-ordre des Cotylea, ordre des Polycladida).

## Systématique
Le nom valide complet (avec auteur) de ce taxon est Amyellidae Faubel, 1984.

### Liste des genres
Selon la base de données World Register of Marine Species (20 novembre 2023), la famille des Amyellidae regroupe les deux genres suivants :
- genre Amyella Bock, 1922
- genre Chromyella Correa, 1958